# Centrismo (marxismo)
El centrismo, dentro del movimiento marxista y en la historia del movimiento obrero, tiene una acepción particular en cuanto se refiere a las corrientes del socialismo que se sitúan entre las posiciones reformistas y revolucionarias, intentando conciliarlas.

## Definición
La teoría marxista define el centrismo como un «fenómeno transitorio» que ocurre cuando direcciones políticas con un programa y un método reformistas, durante épocas revolucionarias y sobre la base de la presión de las masas y de la propia organización, tienden a girar a la izquierda adquiriendo una fraseología revolucionaria, sin ser sin embargo capaces de canalizar las movilizaciones hacia revoluciones como tal, pasando de las palabras a los hechos. En otras ocasiones se expresa como el proceso opuesto, cuando la dirección de un partido revolucionario degenera durante una situación revolucionaria y, en la transición hacia las posiciones reformistas, atraviesa una fase centrista.
León Trotski, por su parte, definía el centrismo como «todas aquellas corrientes del proletariado y su periferia (…) que se extienden entre el reformismo y el marxismo y que representan los más diversos estadios de desarrollo en el camino del reformismo al marxismo, y viceversa».
El propio Lenin, escribiendo sobre las tareas del proletariado, escribió en 1917 sobre el centrismo: «todo el centro jura y perjura que es marxista, internacionalista (…) La sustancia de la cuestión es que el centro no está convencido de la necesidad de una revolución contra su propio gobierno, no la propugna, no conduce una lucha revolucionaria intransigente, sino que inventa en su lugar, para sustraerse, las excusas más triviales, por cuanto suenan como marxistas (…) El centro está compuesto de gente rutinaria, corrompida por una legalidad podrida, corrupta por la atmósfera del parlamentarismo, etc., de funcionarios habituados a puestos cómodos y a un trabajo tranquilo. Desde el punto de vista histórico y económico, estos elementos no constituyen un estrato social distinto, sino que representan simplemente la transición entre una época ya cerrada del movimiento obrero, la época de 1871 a 1914, fecunda en muchos aspectos, sobre todo en el arte, necesario para el proletariado, de la organización lenta, sistemática, constante, a gran, grandísima escala, y una época nueva, convertida en objetivamente necesaria tras la Primera Guerra Mundial imperialista, que ha abierto la época de la revolución social».
Por lo tanto, el centrismo tiene, para los grupos trotskistas y las corrientes revolucionarias que se referencian en el leninismo, un significado bastante peyorativo, ya que es descrito en sentido oportunista, desde el momento que sostiene la necesidad de una revolución en un futuro indeterminado, pero pone en marcha las prácticas reformistas mientras tanto. Los socialistas libertarios y anarquistas, en cambio, tienden a ver a cualquier reformismo como oportunismo político, porque ven al reformismo como incapaz de efectuar modificaciones estructurales en la organización social.

## Orígenes
El término se refería originalmente al centro marxista como corriente interna del Partido Socialdemócrata de Alemania (SPD), que se agrupaba en torno a las figuras de Karl Kautsky y August Bebel, cuyas posiciones fueron atacadas polémicamente por la izquierda del partido en torno a Rosa Luxemburgo y por la naciente corriente comunista. Los principales puntos de crítica eran el creciente parlamentarismo e institucionalización del partido. Como tercera vía, el centro fue un punto de referencia para el austromarxismo de Otto Bauer.

## Partidoscentristas
Partidos socialistas con una preponderante corriente centrista y que pertenecían a las denominadas Internacional 2½ e Internacional 3½ eran el Partido Socialdemócrata Independiente de Alemania (USPD) y el Partido Laborista Independiente (ILP) británico, porque oscilaban entre sostener que deseaban alcanzar una economía socialista a través de reformas sociales y afirmar querer hacer la revolución. Entre estos, se incluía el Partido Obrero de Unificación Marxista (POUM) y el Poalei Zion (ambos en una fase histórica posterior), pero también la Sección Francesa de la Internacional Obrera (SFIO), el Partido Socialista Suizo, el Partido Socialdemócrata Obrero Austriaco y el Partido Socialista Obrero Español, en los cuales las corrientes centristas eran preponderantes en los años 30, sosteniendo posiciones marcadamente izquierdistas.

## Organismos internacionales

### La Unión de Partidos Socialistas para la Acción Internacional
La Unión de Partidos Socialistas para la Acción Internacional, también conocida como Internacional de Viena e Internacional 2½, fue una organización internacional de partidos socialistas activa entre febrero de 1921 y mayo de 1923, nacida con el objetivo exclusivo de unir al movimiento obrero, deshecho tras el nacimiento de la Internacional Comunista. La Internacional fue fundada el 27 de febrero de 1921 en Viena por el Partido Socialdemócrata Independiente de Alemania, la Sección Francesa de la Internacional Obrera, el Partido Laborista Independiente británico, el Partido Socialista Suizo, el Partido Socialista Independiente rumano y el Partido Socialdemócrata Obrero Austriaco. Los partidos fundadores no se reconocían ni en la Segunda ni en la Tercera Internacional. En abril de 1921 se unió a la Internacional el Partido Socialista Obrero Español. En 1923 se adhirió también el Partido Social-Revolucionario ruso.

### El Centro Marxista Revolucionario Internacional
El Centro Marxista Revolucionario Internacional (CMRI), también conocido como Buró de Londres e Internacional 3½, fue una asociación de partidos de izquierda socialista nacida en 1932, los cuales no se reconocían ni en el reformismo socialista convencional, ni en el estalinismo de la Tercera Internacional. Durante un periodo, el CMRI estuvo cercano a las posiciones del movimiento trotskista y la Oposición de izquierda internacional. El CMRI se disolvió en 1940.

## El centrismo en Italia
Una parte de las corrientes maximalistas del socialismo italiano, que durante un largo periodo histórico fueron mayoritarias en el Partido Socialista Italiano, mientras en otros periodos fueron minoritarias o de carácter parcialmente externo al partido (véase Partido Socialista Italiano de Unidad Proletaria), evolucionaron hacia las posiciones centristas del marxismo.